# Joss Baselli
'Giuseppe Basile, cunoscut ca Joss Baselli, (n. 19 septembrie 1926, Somain, Nord-Pas-de-Calais, Franța – d. 5 septembrie 1982, Mâcon, Bourgogne, Franța) a fost un acordeonist francez.